# Esquimalt-Port Renfrew (circonscription britanno-colombienne)
Pour les articles homonymes, voir Esquimalt (homonymie).
Circonscription électorale provinciale du Canada
Esquimalt-Port Renfrew est une ancienne circonscription provinciale de la Colombie-Britannique représentée à l'Assemblée législative de la Colombie-Britannique de 1979 à 1986.

## Géographie
La circonscription était située au sud de l'île de Vancouver.
Le territoire de la circonscription est actuellement représenté par Esquimalt-Metchosin.

## Liste des députés
| Législature                                                              | Années                                                    | Député                                                    | Député                                                    | Parti                                                     |                                                           |                                                           |                                                           |
| Esquimalt-Port Renfrew circonscription issue de Esquimalt                | Esquimalt-Port Renfrew circonscription issue de Esquimalt | Esquimalt-Port Renfrew circonscription issue de Esquimalt | Esquimalt-Port Renfrew circonscription issue de Esquimalt | Esquimalt-Port Renfrew circonscription issue de Esquimalt | Esquimalt-Port Renfrew circonscription issue de Esquimalt | Esquimalt-Port Renfrew circonscription issue de Esquimalt | Esquimalt-Port Renfrew circonscription issue de Esquimalt |
| ------------------------------------------------------------------------ | --------------------------------------------------------- | --------------------------------------------------------- | --------------------------------------------------------- | --------------------------------------------------------- | --------------------------------------------------------- | --------------------------------------------------------- | --------------------------------------------------------- |
| 32e                                                                      | 1979–1983                                                 |                                                           | Frank Mitchell                                            | Néo-démocrate                                             |                                                           |                                                           |                                                           |
| 33e                                                                      | 1983–1986                                                 |                                                           | Frank Mitchell                                            | Néo-démocrate                                             |                                                           |                                                           |                                                           |
| 34e                                                                      | 1986–1991                                                 |                                                           | Moe Sihota                                                | Néo-démocrate                                             |                                                           |                                                           |                                                           |
| Circonscription abolie, voir Esquimalt-Metchosin et Malahat-Juan de Fuca |                                                           |                                                           |                                                           |                                                           |                                                           |                                                           |                                                           |